# Anthony Ashley-Cooper, 8. Earl of Shaftesbury
Anthony Ashley-Cooper, 8. Earl of Shaftesbury (* 27. Juni 1831; † 13. April 1886), war ein britischer Peer und Politiker.
Er war der älteste Sohn des Anthony Ashley-Cooper, 7. Earl of Shaftesbury, und der Lady Emily Cowper, Tochter des Peter Cowper, 5. Earl Cowper. Als Heir apparent seines Vaters führte er von 1851 bis 1885 den Höflichkeitstitel Lord Ashley. Er besuchte die Rugby School in Warwickshire und diente anschließend als Offizier in der Royal Navy. 1854 nahm er am Krimkrieg teil.
Ab 1857 hatte er das Amt des Deputy Lieutenant von Dorset inne. Er war Mitglied der Liberal Party und wurde 1857 erstmals ins House of Commons gewählt. Er war von 1857 Abgeordneter für den Wahlkreis Kingston upon Hull und 1859 bis 1865 für Cricklade. Beim Tod seines Vaters erbte er 1885 dessen Adelstitel als 8. Earl of Shaftesbury. Er erhielt dadurch einen Sitz im House of Lords. Im nächsten Jahr beging er Suizid und wurde von seinem einzigen Sohn als Earl of Shaftesbury beerbt.
Am 22. August 1857 hatte er Lady Harriet Augusta Anna Seymourina Chichester († 14. April 1898), Tochter des George Chichester, 3. Marquess of Donegall, geheiratet. Mit ihr hatte er fünf Töchter und einen Sohn.
- Lady Margaret Emily Ashley-Cooper (1858–1931), ⚭ Theophilus Basil Percy Levett;
- Lady Evelyn Harriet Ashley-Cooper (1865–1931), ⚭ (1) James McGarel-Hogg, 2. Baron Magheramorne, ⚭ (2) Hon. Hugo Baring, Sohn des Edward Baring, 1. Baron Revelstoke;
- Lady Mildred Georgiana Ashley-Cooper (1867–1958), ⚭ Hon. George Allsopp, Sohn des Henry Allsopp, 1. Baron Hindlip;
- Lady Susan Violet Ashley-Cooper (1868–1938), ⚭ Walter Erskine, 14. Earl of Kellie;
- Anthony Ashley-Cooper, 9. Earl of Shaftesbury (1869–1961);
- Lady Ethel Maud Ashley-Cooper (1870–1945), ⚭ Vice-Admiral Sir George Warrender, 7. Baronet.